# Latín vulgar

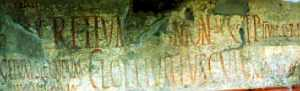
El latín vulgar, como el de este grafiti político hallado en Pompeya, fue la lengua hablada por las clases populares del Imperio romano, en contraste con el latín clásico literario.

Latín vulgar, también conocido como latín coloquial, popular o vernacular (en latín, Sermo Vulgaris Latinus o Plebeius sermo; en griego, Λαϊκή Λατινική γλώσσα laïké latiniké glōssa o Δημώδης λατινική demōdes latiniké) es un término genérico, empleado para referirse al conjunto de los dialectos vernáculos del latín vivo, hablados en las provincias del Imperio romano. La extinción como lengua viva del latín se asoció con la creciente diferenciación de estos dialectos, que condujo, hacia el siglo IX, a la formación de las lenguas romances tempranas. Algunos autores proponen distinguir técnicamente entre latín vulgar (o popular) y latín tardío (siglo IV en adelante), aunque lingüísticamente es difícil distinguir entre esas dos acepciones.
Sin embargo conviene aclarar que, desde el punto de vista de la lingüística moderna, el latín vulgar como tal es una expresión basada en una hipótesis antigua y equivocada, que suponía la existencia de dos lenguas paralelas: un latín «culto» y uno «vulgar»; pero, verdaderamente, el latín vulgar era el latín mismo, un idioma vivo y en constante evolución, mientras que el latín clásico solo se mantenía en la literatura y administración como el lenguaje escrito culto, para facilitar la comunicación entre las provincias romanas.
La variante de latín hablado difiere notablemente del estilo literario del latín clásico en su pronunciación, vocabulario y gramática. Algunos rasgos del latín vulgar no aparecieron hasta la época tardía del Imperio romano, aunque parece que muchos de sus rasgos son sorprendentemente tempranos. Otros, pueden incluso haber estado presentes mucho antes, al menos bajo la forma de latín acriollado. La mayor parte de las definiciones de «latín vulgar» suponen que es una lengua hablada antes que escrita, porque ciertas evidencias sugieren que el latín se dialectalizó o criollizó durante este período, y porque no hay pruebas de que alguien transcribiera el habla cotidiana de ninguno de sus hablantes. El estudio del latín vulgar requiere el análisis de evidencias indirectas, ya que originalmente nadie usaba intencionalmente las formas de latín vulgar cuando escribía.
Lo que hoy se sabe del latín vulgar procede de tres fuentes. La primera es el método comparativo que puede reconstruir numerosos rasgos de las lenguas romances atestiguadas, y hacer notar aquello en lo que difieren del latín clásico. La segunda fuente son varios textos de gramáticas prescriptivas del latín tardío que condenaban errores lingüísticos habituales de los hablantes de latín, lo cual da pistas sobre cómo se usaba la lengua oralmente. Finalmente, los «solecismos» y usos que se apartan del latín clásico encontrados a veces en textos de latín tardío también arrojan luz sobre el habla de quien los escribió.

## Orígenes

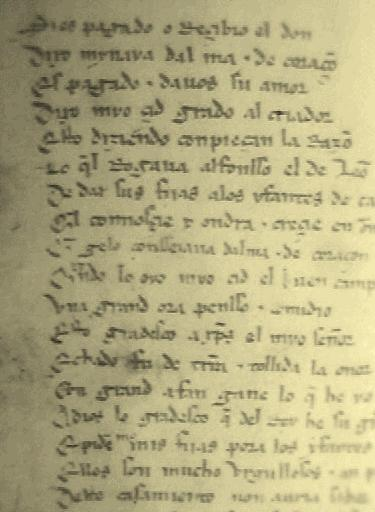
El Cantar de mio Cid es el texto literario más temprano, de extensión considerable, escrito en castellano medieval. Otros textos, como la Nodicia de Kesos (muy cercano al protoiberorromance), aunque no son de carácter literario, muestran un punto anterior de desarrollo en el romance medieval.

El nombre «vulgar» deriva de la palabra latina vulgaris, que significaba ‘común’ o ‘del pueblo’. Para quienes estudian latín, el concepto «latín vulgar» tiene varios significados:
- Primero: designa el latín hablado del Imperio romano. El latín clásico siempre fue una lengua literaria algo artificial; el latín llevado por los soldados romanos a la Galia o a Dacia no fue necesariamente el latín de Cicerón. Por lo tanto, bajo esta definición, el latín vulgar fue una lengua hablada, que se empezó a escribir en latín «tardío», cuyo estilo difería de los estándares clásicos de los textos escritos el primer siglo de nuestra era.
- Segundo: también hace referencia al hipotético ancestro de las lenguas romances, que no puede estudiarse directamente más que por unas pocas inscripciones. Esta lengua introducía una gran serie de cambios en el latín, y pudo ser reconstruida gracias a las evidencias suministradas por las lenguas que derivaron de ella, las lenguas vernáculas romances.
- Tercero: y con un sentido aún más restringido, en ocasiones se llama latín vulgar al hipotético protorromance de las lenguas romances occidentales: las vernáculas que se hallaban al norte y al oeste del eje geográfico La Spezia-Rímini, y en la península ibérica; así como al habla romance (muy poco atestiguada) en el noroeste africano y en las Islas Baleares. Este criterio propone que el italiano sudoriental, el rumano y el dalmático se desarrollaron por separado.
- Cuarto: el término se usa a veces también para referirse a las innovaciones gramaticales en textos de latín tardío, tales como Peregrinatio Aetheriae, texto del siglo IV en el que la monja galaica Egeria relata un viaje a Palestina y al monte Sinaí; o las obras de San Gregorio de Tours. Debido a que la documentación escrita en latín vulgar es muy escasa, estas obras son de gran valor para los filólogos, principalmente porque en ellas a veces aparecen «errores» que evidencian el uso hablado del período en que el texto se escribió.

Algunas obras literarias recogen registros distintos al latín clásico. Por ejemplo, debido a que en las comedias de Plauto y Terencio muchos de sus personajes eran esclavos, dichas obras preservan algunos rasgos tempranos de latín basilecto, tal y como hacen los hombres libres en el Satiricón de Petronio.
El latín vulgar fue diferenciándose en las distintas provincias del Imperio romano, surgiendo así la era moderna del español, catalán, francés, italiano, occitano, portugués, rumano, etc. Obviamente, se considera que el latín vulgar desapareció cuando los dialectos locales tuvieron las suficientes características diferenciadoras como para constituirse en lenguas distintas, evolucionando hacia la formación de las lenguas romances, cuando un valor propio y singular les fue reconocido.
El siglo III suele considerarse como el período en que, más allá de las declinaciones, buena parte del vocabulario estaba cambiando (por ejemplo, equus → caballus, etc.). Sin embargo, es obvio que estas mutaciones no fueron uniformes en todo el Imperio, así que puede que las diferencias más llamativas se encontrasen entre las formas diversas de latín vulgar que se daban en las distintas provincias (también debido a la adquisición de nuevos localismos).
Tras la caída del Imperio romano de Occidente, durante varios siglos el latín vulgar coexistió con el latín escrito, porque los hablantes de lenguas romances vernáculas preferían escribir usando la prestigiosa gramática y ortografía tradicional latina. Pero, aunque eso era lo que intentaban, a menudo lo que escribían no respetaba las normas del latín clásico. Sin embargo, en el tercer Concilio de Tours en 813, se decidió que el clero predicase en lengua vernácula para que la audiencia les entendiese. Este podría ser un momento documentado de la evolución diacrónica del latín; en 842, menos de treinta años después del Concilio de Tours, los Juramentos de Estrasburgo, que reproducen un acuerdo entre dos de los herederos de Carlomagno, fueron redactados en dos lenguas; una germánica que evolucionaría hacia el alemán, y otra romance, que a todas luces ya no era latín, que evolucionaría hacia el francés:

Pro Deo amur et pro christian poblo et nostro commun salvament, d'ist di en avant, in quant Deus savir et podir me dunat, si salvarai eo cist meon fradre Karlo, et in aiudha et in cadhuna cosa. . .
Por el amor de Dios y por el pueblo cristiano y nuestra salvación común, desde este día en adelante, siempre que Dios me diere sabiduría y poder, defenderé a mi hermano Carlos y le ayudaré en cualquier cosa...

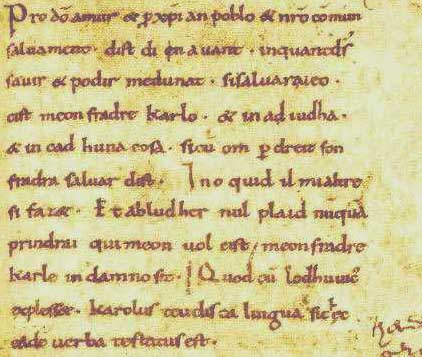
Extracto de los Juramentos

Este latín tardío parece reflejar estas adquisiciones, al mostrar el cambio que se estaba produciendo en esa zona. Entonces, los textos del derecho romano, tanto los de Justiniano como los de la Iglesia católica, sirvieron para «congelar» el latín formal, unificado finalmente por los copistas medievales y, desde entonces, separado del ya independiente romance vulgar. La lengua escrita continuó existiendo como latín medieval. Los romances vernáculos fueron reconocidos como lenguas diferenciadas, separadas y empezaron a desarrollar normas y ortografías propias. Entonces, «latín vulgar» dejó de ser un parámetro útil para identificar a las diversas lenguas romances.
Fue en ese momento cuando el latín vulgar se convirtió en un nombre colectivo para designar un grupo de dialectos derivados del latín, con características locales (no necesariamente comunes), que no constituían una lengua, al menos en el sentido clásico del término. Sin embargo, podría ser descrito como algo incipiente, indefinido, que paulatinamente fue cristalizando en las formas tempranas de cada lengua romance, habiendo tomado, como su más remoto ancestro, al latín formal. El latín vulgar fue, por lo tanto, un punto intermedio en la evolución, no una fuente.

## Fonología

### Vocales
| Letra                                                            | Pronun. clásica | Pronun. vulgar |
| ---------------------------------------------------------------- | --------------- | -------------- |
| A breve (A)                                                      | /a/             | /a/            |
| A larga (Ā)                                                      | /aː/            | /a/            |
| E breve (E)                                                      | /ɛ/             | /ɛ/            |
| E larga (Ē)                                                      | /eː/            | /e/            |
| I breve (I)                                                      | /ɪ/             | /e/            |
| I larga (Ī)                                                      | /iː/            | /i/            |
| O breve (O)                                                      | /ɔ/             | /ɔ/            |
| O larga (Ō)                                                      | /o:/            | /o/            |
| U breve (U)                                                      | /ʊ/             | /o/            |
| U larga (Ū)                                                      | /u:/            | /u/            |
| Y breve (Y)                                                      | /y/             | /e/            |
| Y larga (Ȳ)                                                      | /yː/            | /i/            |
| OE                                                               | /ɔɪ̯/            | /e/            |
| AE                                                               | /aɪ̯/            | /ε/            |
| AU                                                               | /aʊ̯/            | /o/            |
| Véase AFI para buscar una descripción de los símbolos empleados. |                 |                |

Un cambio profundo que afectó a todas las lenguas romances modificó el orden de las vocales del latín clásico. El latín tenía diez vocales: versiones breves y largas de A, E, I, O, U, Ā, Ē, Ī, Ō, Ū, y tres (o cuatro) diptongos, AE, OE, AU y, según algunos, UI. Con excepción del sardo, donde se mantuvieron inalterados los cinco timbres originales, lo que ocurrió al latín vulgar se puede resumir con el cuadro de la derecha. De esta forma, el sistema de diez vocales del latín clásico, sin contar diptongos y la Y, que tenía en cuenta la longitud vocálica, fue remodelado para convertirse en un sistema en que desaparecía la diferencia por longitud vocálica, y la alteración vocálica pasaba a ser exclusivamente fonémica. Debido a este cambio, el acento tónico se hizo bastante más marcado en latín vulgar que en latín clásico. Esta tendencia dificultó la posibilidad de diferenciar las sílabas no acentuadas, y además produjo nuevas alteraciones en las sílabas acentuadas.
Los diptongos OE /oi/ y AE /ai/ cayeron para formar /*e/ y /*ε/, respectivamente. AU, que se mantuvo en un inicio, terminó cediendo, mutando de /au/ a /*o/ (/ou/ en galaicoportugués), una vez que la O original había sufrido otras modificaciones.
Las vocales breves Ŏ y Ĕ evolucionaron a las vocales abiertas /*ɔ/ y /*ε/. En muchas lenguas estos fonemas en posición tónica tendieron a romperse en diptongos. La palabra clásica FŎCUS «fogón, hogar, chimenea» (acusativo FŎCU(M)), se convirtió en la palabra protorromance para decir fuego (reemplazando ignis «fuego»), pero su vocal breve Ŏ se convirtió en un diptongo en varias lenguas:
- francés antiguo: fou → francés: feu (hoy en día ya no es un diptongo sino /fø/)
- italiano: fuoco
- español: fuego

En portugués, rumano y en catalán, sin embargo, no se convirtió en diptongo: port. fogo (pronunciado [ˈfoɡu]), rum. y cat. foc (pronunciado [ˈfɔk]).
Las lenguas difirieron en este proceso. La Ĕ de la expresión latina FĔRRUM, se mantuvo en francés fer, en italiano y catalán ferro y en portugués ferro [ˈfεʁu], pero se diptongó en español hierro (aunque en algunas poblaciones rurales de Hispanoamérica se conservan arcaísmos, como fierro) y en rumano fier.
El portugués estabilizó sus vocales manteniendo en cierto modo la distinción latina entre vocales largas y breves en su sistema de vocales abiertas y cerradas. Las vocales latinas largas a, e y o tendieron a convertirse en vocales cerradas en portugués (escritas â, ê, y ô cuando son tónicas), mientras que las vocales breves se convirtieron en vocales abiertas en portugués (á, é, ó cuando son tónicas). La pronunciación de estas vocales es la misma que se muestra en el cuadro de vocales de latín vulgar a la derecha. Ocurrió alguna inestabilidad vocálica, particularmente con la o átona, que muta a /u/, y la e átona, que muta a /i/ o /ɨ/.
En catalán el proceso fue similar. La o breve latina se convirtió en una vocal abierta, mientras que la e breve se bifurcó en e cerrada en los dialectos occidentales y una vocal neutra en los orientales. Esta vocal neutra fue evolucionando poco a poco hacia una e abierta, si bien en gran parte de las Baleares se mantiene incluso hoy en día. Los dialectos orientales, así mismo, presentan alguna inestabilidad vocálica similar a la del portugués: e y a átonas se convierten en una vocal neutra (en algún momento de la evolución de la lengua, este cambio no afectaba la e en posición pretónica, una pronunciación que hoy en día se mantiene en parte de las Baleares), mientras que, excepto en gran parte de la isla de Mallorca, la o átona muta a [u].

### Consonantes
La palatalización latina de los sonidos /k/, /t/, y a menudo /g/, ocurrió en casi todas las variantes de latín vulgar. Los únicos dialectos romances que no sufrieron palatalización fueron el sardo, en algunas de sus variantes, y el dálmata. Así la palabra latina cælum «cielo», pronunciada [kaɪ̯lũm], tardío [kʲɛːlu] comenzando con /k/, se convirtió en francés ciel [sjεl], en portugués céu ['sεu], comenzando por /s/. Las semivocales anteriores, escritas en latín v, como en vinum, pronunciada /w/, e i o j, como en iocunda, pronunciada /j/, pasaron a pronunciarse /v/ y /dʲ/, respectivamente. Entre las vocales, /b/, /w/ o /v/, a menudo surgen como un sonido intermedio /β/. A partir de la comparación de las lenguas románicas occidentales puede postularse el siguiente inventario para el latín vulgar del área occidental, según el AFI:
|           |          | labial | alveolar | palato- alveolar | velar |
| --------- | -------- | ------ | -------- | ---------------- | ----- |
| Oclusiva  | sorda    | *p     | *t       |                  | *k    |
| Oclusiva  | sonora   | *b     | *d       |                  | *g    |
| Africada  | sorda    |        | *ʦ       | *č               |       |
| Africada  | sonora   |        | *ʣ       | *ǧ               |       |
| Fricativa | sorda    | *f     | *s       | *š               |       |
| Fricativa | sonora   | *β/v   | *z       | (*ž)             |       |
| Nasal     | Nasal    | *m     | *n       | *ɲ               |       |
| Lateral   | Lateral  |        | *l       | *ʎ               |       |
| Vibrante  | Vibrante |        | *ɾ, *r   |                  |       |

El valor alofónico de cada uno de estos sonidos podría variar de una variedad a otra, así entre los alófonos de /č, ǧ, š, ž, ɲ, ʎ/ habrían estado generalmente [ʧ, ʤ, ʃ, ʒ, ɲ] pero en algunos casos también [kʲ, gʲ, sʲ, zʲ, nʲ, lʲ]. En general se tienen las siguientes evoluciones:
*ge, *gi, *diV- > *ǧe, *ǧi, *ǧV-/*žV-.
gelu > [gʲɛlu] > [ʤielo] > esp. hielo, it. gelo
diurnum > [ǧornu] > [ʤorno] (it. giorno) > [ʒorn] cat. jorn, fr. jour
*ke, *ki > *če, *či
cæcus > [kʲɛku] > [ʧieko] > esp. ciego, it. cieco, cat. cec
lat. vulg. *cīcere ~ *cicerōne > /čičére/ ~ /čikróne/ > mozár. chícharo «guisante» ~ cat. cigró, ciuró «garbanzo»
*ni-, *li- > *ɲ-, *ʎ-
hispania > [espanʲa] > esp. España
*wV > *vV/ *βV
vīvere > *viv(e)re > esp. vivir, cat. viure.
*-VbV- > *-VvV-/ *-VβV-
*jV > *žV-/*ǧV-
juvenem > *žuven > esp. joven, cat. jove.
Nótese que en el alfabeto latino, las letras U / V, I / J, solo eran variaciones gráficas (y posteriormente en algunas áreas, tipográficas) que no se distinguían hasta que llegó el período moderno temprano.
En el área romance occidental, una vocal epentética se insertó al comienzo de cualquier palabra de empezase con la letra s y otra consonante: así la palabra latina spatha se convirtió en portugués y español en espada, en catalán en espasa, y en francés era épée. Por otro lado, las lenguas romances orientales preservaron las reglas de eufonía añadiendo la epéntesis al artículo precedente cuando fuese necesario, así el italiano preservó spada (f) como la spada, y cambió el masculino il spaghetto a lo spaghetto.
El género se remodeló en las lenguas hijas mediante la pérdida de consonantes finales. En latín clásico, las terminaciones -US y -UM distinguían los nombres masculinos de los neutros en la segunda declinación; una vez desaparecidas la -S y la -M, los neutros se mezclaron con los masculinos, proceso acabado ya en las lenguas romances. En contraste, algunos plurales neutros, tales como gaudia, que significa «alegrías», se reinterpretaron como singulares femeninos. La pérdida de la -M final es un proceso que parece haber comenzado en la época de los primeros monumentos de la lengua latina. En el epitafio de Lucio Cornelio Escipión Barbato, que murió alrededor del 150 a. C., se lee TAVRASIA CISAVNA SAMNIO CEPIT, que en latín clásico se escribiría Taurāsiam, Cisaunam, Samnium cēpit («Capturó Taurasia, Cisauna, y Samnium.») Sin embargo, la -M final se escribía constantemente en el lenguaje literario, aunque a menudo se trataba como un silencio por razones de métrica poética.

### Evidencias de cambio
Evidencias de estos y otros cambios pueden verse a finales del siglo III en Appendix Probi (enlace externo), una colección de glosas prescriptivas que proponían un latín clásico de uso correcto, criticando ciertas formas del latín vulgar. Estas glosas describen:
- un proceso de síncopa, la pérdida de vocales átonas (MASCVLVS NON MASCLVS);
- la reducción de las previas formas silábicas /e/ e /i/ en /j/ (VINEA NON VINIA);
- la nivelación de la distinción entre /o/ y /u/ (COLVBER NON COLOBER) y /e/ e /i/ (DIMIDIVS NON DEMEDIVS);
- la regularización de formas irregulares (GLIS NON GLIRIS);
- la regularización y el énfasis de formas de género (PAVPER MVLIER NON PAVPERA MVLIER);
- la nivelación de la distinción entre /b/ y /v/ entre vocales (BRAVIVM NON BRABIVM);
- la substitución de diminutivos por palabras no marcadas (AVRIS NON ORICLA, NEPTIS NON NEPTICLA)
- la pérdida de sílaba cuando termina nasalizada (MENSA NON MESA) o su inserción inapropiada como forma de hipercorrección (FORMOSVS NON FORMVNSVS).

Muchas de las formas castigadas en el Appendix Probi mostraron ser formas productivas en romance; oricla, sin ser una forma clásica latina, es la fuente del término francés oreille, portugués orelha, español «oreja».

## Vocabulario
| Latín clásico                | Latín vulgar | Español  |
| ---------------------------- | ------------ | -------- |
| sidus (raíz sider-)          | stella       | estrella |
| cruor                        | sanguen      | sangre   |
| pulcher                      | bellus       | bello    |
| ferre (raíz perfectiva tul-) | portāre      | portar   |
| ludere                       | jocāre       | jugar    |
| os                           | bucca        | boca     |
| brassica                     | caulis       | col      |
| domus                        | casa         | casa     |
| magnus                       | grandis      | grande   |
| emere                        | comparāre    | comprar  |
| equus                        | caballus     | caballo  |

Ciertas palabras del latín clásico desaparecieron del vocabulario, o se deformaron por fenómenos fónicos como la yod y el wau. Muchas palabras largas perdieron sus vocales protónicas o postónicas. Y también cambió el significado primitivo de los vocablos a causa del contagio del contexto semántico habitual, entre otras causas. El ya citado Appendix Probi, fechado entre el siglo III y el IV d. C., ofrece una lista de vocablos del latín vulgar que su autor, un gramático, pretendía corregir, aunque incurre en frecuentes ultracorrecciones. El término clásico equus ‘caballo’ fue reemplazado por caballus ‘caballo de carga, rocín’ (aunque cabe destacar que en español yegua, portugués égua, catalán euga, francés antiguo ive, sardo èbba y rumano iapă todas con significado femenino, derivan del clásico equa). Una lista muy incompleta de palabras que fueron exclusivamente clásicas y sus equivalentes productivas en romance se encuentra en el cuadro de la derecha.
Algunas de las palabras que desaparecieron en romance volvieron a tomarse prestadas del mismo latín a posteriori. Los cambios de vocabulario afectaron incluso a las partículas gramaticales básicas del latín; hay muchas que desaparecieron sin dejar rastro en el romance, tales como an, at, autem, donec, enim, ergo, etiam, haud, igitur, ita, nam, postquam, quidem, quin, quod, quoque, sed, utrum, y vel.
Por otro lado, debido a que, durante buena parte de su historia, el latín vulgar y el latín no fueron distintas lenguas, sino distintos registros de una misma lengua, algunas lenguas romances preservan palabras latinas que se perdieron en otras. Por ejemplo, el italiano ogni ‘cada’ preserva la expresión latina omnes. Otras lenguas usan cognados de totum (acusativo de totus) para el mismo significado; por ejemplo tutto en italiano, tudo en portugués, todo en español, tot en catalán y tout en francés.
Frecuentemente, palabras latinas que han vuelto a ser tomadas prestadas del registro de mayor prestigio del latín clásico se encuentran junto a versiones de la misma palabra evolucionadas. La ausencia de un cambio fonético esperado, en contraste con otra palabra de misma procedencia etimológica que ha experimentado dicho cambio fonético, es la clave para averiguar si una palabra es un préstamo del latín clásico. En español, por ejemplo, el latín vulgar fungus (acusativo fungum), se convirtió en hongo, con el cambio f > h que fue usual en español (cf. filius > antiguo fijo > moderno hijo). Pero hongo comparte un espacio semántico con fungo que, debido a la carencia del esperado cambio sonoro f > h, demuestra haber sido prestada de nuevo del registro latino clásico. En portugués, el cambio a h de la f no ocurrió, pero algunos sonidos se nasalizaron. fungum se convirtió en fungo /fũgu/; en el norte de Portugal se puede oír, fungum /fũgũ/.
Algunas veces, una palabra de latín clásico se ha mantenido junto a una palabra de latín vulgar. La clásica caput ‘cabeza’ cedió en el latín vulgar a testa (originalmente ‘tiesto; cáscara’, metáfora común en Europa occidental; cfr. inglés cup ‘copa’ contra alemán Kopf ‘cabeza’) en la mayoría de las formas romances occidentales, italiano inclusive. Pero español, portugués, italiano y francés mantuvieron la palabra latina bajo las formas cabo, capo y chef, que contienen muchos significados metafóricos de ‘cabeza’ como, por ejemplo, ‘extremo, jefe’. La palabra latina con su significado original se preserva en rumano y en catalán cap, que significa 'cabeza', con el sentido anatómico del término, si bien en catalán también tiene significados metafóricos como ‘jefe’, etc.
Verbos con preposiciones sufijadas frecuentemente han desplazado formas simples. El número de palabras formadas por tales sufijos como -bilis, -arius, -itare y -icare creció rápidamente. Estos cambios ocurrieron a menudo para evitar formas irregulares o para regularizar géneros.

## Gramática

### La pérdida de la declinación del sistema nominal
|             | Latín clásico | Latín vulgar |
| ----------- | ------------- | ------------ |
| Nominativo: | rosa          | rosa         |
| Genitivo:   | rosae         | rose         |
| Dativo:     | rosae         | rose         |
| Acusativo:  | rosam         | rosa         |
| Ablativo:   | rosā          | rosa         |

Los cambios fonéticos que estaban ocurriendo en el latín vulgar provocaron la caída de ciertas consonantes finales que dificultaban la preservación de la declinación nominal propia del latín clásico. Al principio se produjo una disminución del número de formas diferenciadas según caso, pasando el número de casos de 5 a 3 (nominativo, acusativo-ablativo, genitivo-dativo). Finalmente, la mayoría de lenguas romances prescindió completamente de las declinaciones latinas. Aunque en el francés antiguo en el siglo XII conservaba una oposición de dos casos (recto / oblicuo) y en algunas variedades retorrománicas se mantuvieron restos de declinación hasta el siglo XVIII. En la actualidad solo el rumano conserva oposiciones de caso.
Como consecuencia de la poca sustentabilidad del sistema de casos nominales tras estos cambios fonéticos, el latín vulgar pasó a ser una lengua flexiva con más formas analíticas que sintéticas, en la que el orden de las palabras es, en varios casos, un elemento necesario para la coherencia sintáctica oracional. Véase la tabla para observar el cambio que supuso la pérdida de la /m/ final, la pérdida de la extensión vocálica y el cambio sonoro del AE /ae/ al E /e/ en la primera declinación.
Cambios similares ocurrieron en las demás declinaciones. Como consecuencia, con excepción del francés antiguo, que retuvo durante algún tiempo la distinción entre los casos nominativo y oblicuo (llamada cas-sujet/cas-régime), del rumano, que hoy en día cuenta con los mismos casos que el latín vulgar, teniendo una forma para genitivo-dativo y otra para el resto y de algunas variedades de retorrománico conservaron vestigios del caso hasta el siglo XVIII al menos.
La distinción se marcó de dos formas en las lenguas romances. Al norte y al oeste de la línea La Spezia-Rímini, que recorre el norte de Italia, el singular normalmente se diferenció del plural mediante el sufijo -s, que ya aparecía en los antiguos plurales acusativos tanto en masculino como en femenino de todas las declinaciones. Al sur y al este de la línea La Spezia–Rimini, la distinción se hizo mediante el cambio de la vocal final, al igual que en italiano y rumano contemporáneos. Esto preserva y generaliza diferencias que se marcaron en los plurales nominativos de la primera y segunda declinación.

### Los artículos romances
La influencia del lenguaje coloquial, que prestaba mucha importancia al elemento deíctico o señalador, originó un profuso empleo de los demostrativos. Aumentó muy significativamente el número de demostrativos que acompañaban al sustantivo, sobre todo haciendo referencia (anafórica) a un elemento nombrado antes. En este empleo anafórico, el valor demostrativo de ille (o de ipse, en algunas regiones) se fue desdibujando para aplicarse también a todo sustantivo que se refiriese a seres u objetos consabidos; de este modo surgió el artículo definido (el, la, los, las, lo) inexistente en latín clásico y presente en todas las lenguas romances. A su vez, el numeral unus, empleado con el valor indefinido de alguno, cierto, extendió sus usos acompañando al sustantivo que designaba entes no mencionados antes, cuya entrada en el discurso suponía la introducción de información nueva; con este nuevo empleo de unus surgió el artículo indefinido (un, una, unos, unas) que tampoco existía en latín clásico.
Los artículos determinados empezaron siendo pronombres o adjetivos demostrativos: compárense los adjetivos demostrativos latinos ille, illa, (illud), con los franceses le y la, los españoles el, lo y la, los catalanes lo/el y la y los italianos lo/il y la. Los artículos portugueses o y a, provinieron de la misma fuente. Por último, el sardo también en este aspecto tuvo un desarrollo singular, formando su artículo a partir de ipsu(m), ipsa «su, sa». También aparecen formas derivadas de ipsu(m), ipsa en catalán medieval (es, sa), pero hoy en día solo se mantienen en las Islas Baleares y muy residualmente en la Costa Brava. Cabe destacar que, mientras la mayoría de las lenguas romances sitúan el artículo antes del nombre, el rumano lo sitúa después, por ejemplo lupul «el lobo» y omul «el hombre» (de lupus ille y homo ille).

## Sintaxis
La construcción clásica del latín admitía fácilmente los hipérbatos y transposiciones, por lo que era muy frecuente que entre dos términos ligados por relaciones semánticas o gramaticales se intercalaran otros. Por el contrario, el orden vulgar prefería situar juntas las palabras modificadas y las modificantes. Así, por ejemplo, Petronio aún ofrece oraciones como
alter matellam tenebat argenteam
con el sintagma nominal que hace de objeto del verbo truncado en dos fragmentos entre los que se intercala el propio verbo. Este tipo de construcciones son más escasos en las lenguas románicas, aunque no faltan ejemplos paralelos al anterior:
Mi casa, la tengo ordenada.
Las lenguas románicas por otra parte tienden a tener un orden sintáctico básico más fijo, tendiendo con verbos transitivos a seguir el orden Sujeto Verbo Objeto aunque por cuestiones de énfasis pueden tener otros órdenes sintácticos:
A María, la mató Juan.
Juan a María, la mató.

## Conjugación
Por lo que respecta a la conjugación verbal, en latín vulgar muchas formas desinenciales fueron sustituidas por perífrasis. Así, todas las formas simples de la voz pasiva fueron eliminadas, por lo que usos como amabatur o aperiuntur fueron sustituidos por las formas amatus erat y se aperiunt. También se fueron dejando de lado los futuros del tipo dicam o cantabo, mientras cundían para expresar este tiempo perífrasis del tipo cantare habeo y dicere habeo, origen de los futuros románicos. Por otra parte, también va a ser en latín vulgar donde surja un nuevo tiempo que no existía en latín clásico: el condicional. A partir de formas perifrásticas como cantare habebam se va a ir formando este nuevo tiempo, que pasará después a todas las lenguas románicas (cantaría).
Como se puede ver, en los rasgos gramaticales del latín vulgar están presentes ya las principales señas de identidad de las lenguas románicas; en el siglo VI, un latín fuertemente vulgarizado morirá como lengua (quedando solo como herramienta culta para la ciencia) y de él empezarán a surgir variantes que, con el tiempo, se convertirán en las diferentes lenguas románicas

### Lasglosas Reichenau
Otra perspectiva de los cambios de vocabulario en el latín vulgar en Francia puede verse en las glosas de Reichenau, escritas en los márgenes de una copia de la Biblia Vulgata, que explica las palabras vulgatas del siglo IV cuya lectura era ininteligible en el siglo VIII, cuando parecen haberse escrito dichas glosas. Estas parecen ser de origen francés, ya que algunos términos son específicamente franceses.
Estas glosas muestran las siguientes peculiaridades.

#### Reemplazo léxico
- femur «muslo» > coxa (portugués coxa, catalán cuixa, francés cuisse, italiano coscia, rumano coapsă, pero español cuja, antiguamente «muslo»)
- arēna «arena» > sabulō (francés sable, italiano sabbia, portugués saibro)
- canere > frecuentivo cantāre (portugués/español/catalán cantar, francés chanter, italiano cantare, rumano a cânta)

#### Cambios gramaticales
El grado superlativo y el grado comparativo sintético del latín (también presente en otras lenguas indoeuropeas, como el inglés), desaparece de las lenguas románicas que pasan a usar una forma analítica para ambos grados. En las lenguas románicas solo se conservan residualmente comparativos (mejor, peor, mayor, menor) y cultismos (óptimo, pésimo), siendo substituidas las formas sintéticas por perífrasis como "es más X que" o "el más X de":
- óptimos > meliores (francés meilleurs, catalán millors, español mejores, portugués melhores, italiano migliori)
- saniore > plus sano (francés plus sain, italiano più sano; catalán més sa, español más sano, portugués mais são/saudável, rumano mai sănătos )

#### Préstamos léxicos germánicos
- turbās > fulcās (francés antiguo foulc, fouc, occitano antiguo folc)
- cementāriīs > matiōnibus (francés maçon, occitano antiguo matz ‘albañil’)
- non perpercit > non sparniavit (francés épargner, occitano esparnhar, italiano sparambiare, risparmiare ‘ahorrar’)
- galea > helme (francés heaume, catalán elm, italiano/portugués elmo, español yelmo)

#### Palabras cuyos significados han cambiado
- in ore > in bucca (portugués/español/catalán boca, francés bouche, italiano bocca)
- rostrum > beccus (francés/catalán bec, italiano becco, portugués bico, español pico (de ave))
- isset > ambulasset (italiano ambiasse, rumano umblase ‘hubiera/hubiese ido’)
- liberos > infantes (francés enfants, romanche unfants, catalán infants ‘niños’)
- milites > servientes (francés antiguo serjants ‘soldados’)